# Weschnjaki
Weschnjaki (russisch Вешняки́) ist ein Stadtteil im Östlichen Verwaltungsbezirk der russischen Hauptstadt Moskau. Er entstand aus den historischen Ortschaften Weschnjaki, Wladytschino und Kuskowo.
Der Stadtteil grenzt an folgende Moskauer Stadtteile: Nowogirejewo (im Norden), Rjasanski und Wychino-Schulebino (im Süden) sowie Nowokossino im und Kossino-Uchtomski (im Osten).

## Geschichte
- 14. Jahrhundert: Erste urkundliche Erwähnung der Örtlichkeiten
- 15. Jahrhundert: Erste urkundliche Erwähnung des Dorfs
- 1577 bis 1640 führte die Adelsdynastie Scheremetew das Dorf
- 1648 bis 1743 gehörte das Dorf den Familien Odojewski und Tscherkasski
- 1743: Wieder in Obhut der Adelsdynastie Scheremetew
- 1880: Entstehung einer Datschensiedlung
- 1960: Eingemeindung in die Stadt Moskau
- 1969: Massive Bebauung des Stadtteils

## Infrastruktur
Abgesehen von allgemeinbildenden Schulen, einer Abendschule, zwei Musikschulen und zwei Internaten ist die Moskauer Geisteswissenschaftliche Universität die größte Bildungseinrichtung in Weschnjaki. Des Weiteren gibt es weitere soziale Einrichtung wie z. B. Kindergärten und Büchereien. Fünf Polikliniken sowie das 15. Städtische Krankenhaus (Filatow-Krankenhaus) stehen den Bürgern zur Verfügung.
Während zahlreiche Supermärkte, Restaurants und kleine Läden für die Nahversorgung vorhanden sind, gibt es im Ortskern ein Einkaufszentrum, ein Warenhaus sowie das Kino Enthusiast. An der Metrostation Wychino gibt es einen Obst- und Gemüsemarkt, dessen Verlegung aber im Gespräch ist.

### Verkehr

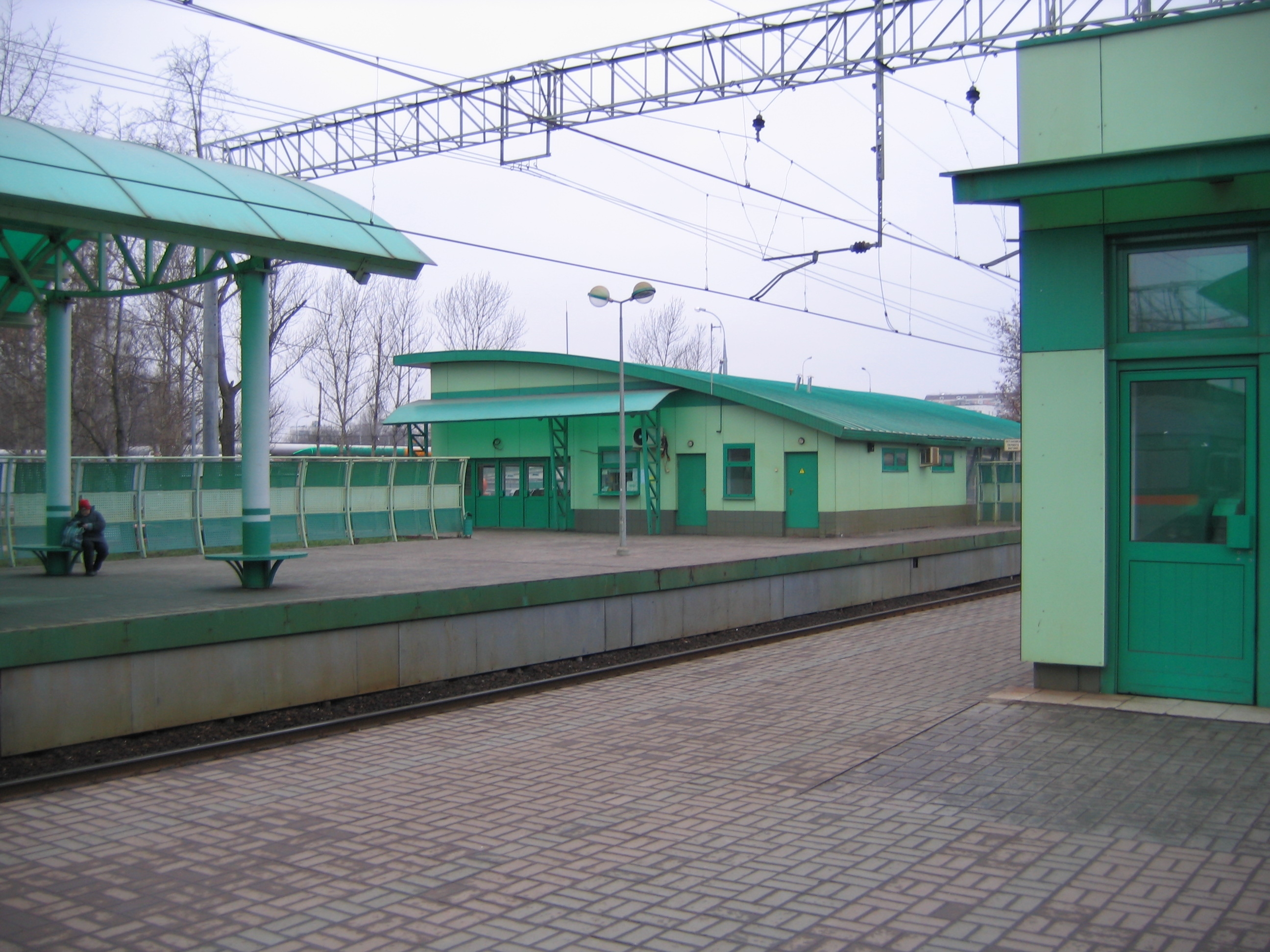
Eisenbahnstation Weschnjaki

Neben zahlreichen Bus- und Marschrutka-Linien führen die O-Bus-Linien 30 und 64 durch den Stadtteil. Am nördlichen und südlichen Rand befinden sich fünf Bahnstationen (Kuskowo und Nowogirejewo im Norden sowie Pljuschtschewo, Weschnjaki und Wychino im Süden). Die Tagansko-Krasnopresnenskaja-Linie der Moskauer Metro hat mit der Station Wychino am gleichnamigen Bahnhof ihren aktuellen Endpunkt.

## Grünflächen und Sehenswürdigkeiten
Ein großer Teil des Stadtteils besteht aus dem Kuskowo-Wald sowie den anliegenden Raduga-Teichen nebst Grünflächen, die Besucher aus anderen Stadtteilen nach Weschnjaki locken. Aus diesem Grund gilt die Luft in Weschnjaki als vergleichsweise sauber. Ein Grund dafür ist auch die Tatsache, dass sich hier keine großen Industriebetriebe befinden.
Die einzige herausragende Sehenswürdigkeit ist das Schlossensemble Kuskowo mit seinem architektonisch reizvollen Schlosspark. Zahlreiche Paare feiern hier, insbesondere an Wochenenden, ihre Hochzeit. Ebenfalls erwähnenswert ist die Kirche, welche sich unmittelbar am Bahn-Haltepunkt Weschnjaki befindet.

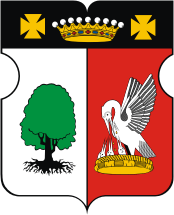
Wappen des Stadtteils Weschnjaki

## Wappen
Blasonierung des Wappens:
- Die Krone nebst Kreuz auf schwarzem Grund steht für das Adelsgeschlecht Scheremetew und dementsprechend auch das Schloss Kuskowo.
- Der Baum auf weißem Grund ist den weitläufigen Grünflächen des Stadtteils gewidmet.
- Der fütternde Pelikan auf rotem Grund symbolisiert die Fürsorge, welche in Weschnjaki durch zahlreiche soziale und Gesundheitseinrichtungen existiert.